# Conselho Imperial (Áustria)
O Conselho Imperial (em alemão:  Reichsrat; em tcheco/checo:  Říšská rada; em polonês/polaco:  Rada Państwa; em italiano:  Consiglio Imperiale; em esloveno:  Državni zbor; em ucraniano:  Райхсрат, Державна рада; em bósnio:  Carevinsko vijeće; em romeno:  Consiliul Imperial) foi a legislatura do Império Austríaco de 1861 até 1918. Era um órgão bicameral: a câmara alta era a Câmara dos Lordes (em alemão:  Herrenhaus), e a câmara baixa era a Câmara dos Deputados (em alemão:  Abgeordnetenhaus). Para se tornarem lei, os projetos de lei tiveram de ser aprovados por ambas as casas, assinados pelo ministro do governo responsável e depois concedidos ao consentimento real do Imperador. Depois de aprovadas, as leis foram publicadas no Reichsgesetzblatt (lit. Diário Jurídico do Reich). Além do Conselho Imperial, as quinze terras da coroa individuais da Cisleitânia tinham suas próprias dietas (em alemão:  Landtage).
A partir de 4 de dezembro de 1883, a sede do Conselho Imperial foi no Edifício do Parlamento na Ringstrasse, em Viena. Antes da conclusão deste edifício, a Câmara dos Lordes reunia-se na Palais Niederösterreich, e a Câmara dos Deputados reunia-se num edifício temporário de madeira projetado por Ferdinand Fellner na Währinger Straße. O Conselho Imperial foi dissolvido em 12 de novembro de 1918, após a derrota da Áustria-Hungria na Primeira Guerra Mundial.

## Estabelecimento
No decurso das Revoluções de 1848, representantes das terras da coroa do Império Austríaco incorporadas na Confederação Germânica reuniram-se numa "Dieta Imperial" em Viena. A convenção foi inaugurada pelo arquiduque João em 22 de julho de 1848 e após a Revolta de Viena de outubro mudou-se para Kroměříž (em alemão:  Kremsier) na Morávia. Não só aboliu os últimos resquícios de servidão nas terras austríacas, mas também se comprometeu a elaborar uma constituição que refletisse o caráter de estado multinacional do Império, especialmente tendo em vista o movimento austroslavo liderado pelo político tcheco František Palacký.
Em 4 de março de 1849, porém, o ministro-presidente Felix zu Schwarzenberg tomou a iniciativa e impôs a Constituição de Março, que prometia a igualdade de todo o povo austríaco e também previa uma "Dieta Imperial" bicameral. No entanto, foi apenas um passo ao lado, já que Schwarzenberg, três dias depois, dissolveu à força o Parlamento Kremsier e finalmente teve a constituição anulada com a Patente de Ano Novo (Silvesterpatent) de 1851. O imperador Francisco José I passou a governar com poder absoluto. No lugar da Dieta Imperial, ele instalou um "Conselho Imperial" (em alemão:  Reichsrat), cujos membros foram nomeados sob sua autoridade.
Na década de 1850, o mal-estar fiscal crónico tornou-se agudo. A terrível natureza da situação foi revelada ao Imperador após a Segunda Guerra da Independência Italiana e a derrota sangrenta das forças austríacas na Batalha de Solferino, em 1859. Para acalmar a frente interna e ganhar o apoio da rica burguesia, Franz Joseph emitiu o Diploma de Outubro em 1860. Uma "Dieta Imperial", ainda concebida como órgão conciliatório, deveria ter 100 delegados eleitos por dietas provinciais que seriam estabelecidas para cada terra da coroa austríaca. Este sistema eleitoral, no entanto, não satisfez nem os liberais burgueses nem a nobreza húngara, que se recusaram a aceitar qualquer autoridade superior à Dieta Húngara.
Por esta razão, o Diploma foi descartado e substituído pela Patente de fevereiro de 1861, que foi redigida pelo ministro-presidente liberal Anton von Schmerling. Isto estabeleceu um Conselho Imperial bicameral: a câmara alta era a Câmara dos Lordes (em alemão:  Herrenhaus), e a câmara baixa era a Câmara dos Deputados (em alemão:  Abgeordnetenhaus).

## Câmara dos Lordes
A Câmara dos Lordes foi convocada pela primeira vez em 29 de abril de 1861. Era semelhante em forma à atual Câmara dos Lordes do Reino Unido. Reuniu-se no Palais Niederösterreich em Viena até a conclusão do Edifício do Parlamento em 1883. A Câmara dos Lordes era composta por: 
- Arquiduques da Casa Imperial
- Senhores espirituais - influentes Igreja Católica Romana arcebispos e bispos de várias cidades, alguns na Igreja Latina e outros em uma das Igrejas Católicas Orientais
- Pares hereditários - selecionados de certas famílias entre a nobreza hereditária proprietária de terras
- Pares vitalícios - cidadãos da Áustria nomeados para a Câmara vitalícia pelo Imperador, por serviços prestados ao Estado, à Igreja, à ciência ou à arte

A última reunião da Câmara dos Lordes foi realizada em 30 de outubro de 1918. A reunião foi encerrada em cinco minutos. A Câmara dos Lordes do Edifício do Parlamento foi destruída por bombardeios durante a Segunda Guerra Mundial. Foi reconstruído em estilo contemporâneo e serve como câmara do agora democraticamente eleito Conselho Nacional da República da Áustria.

## Câmara dos Deputados

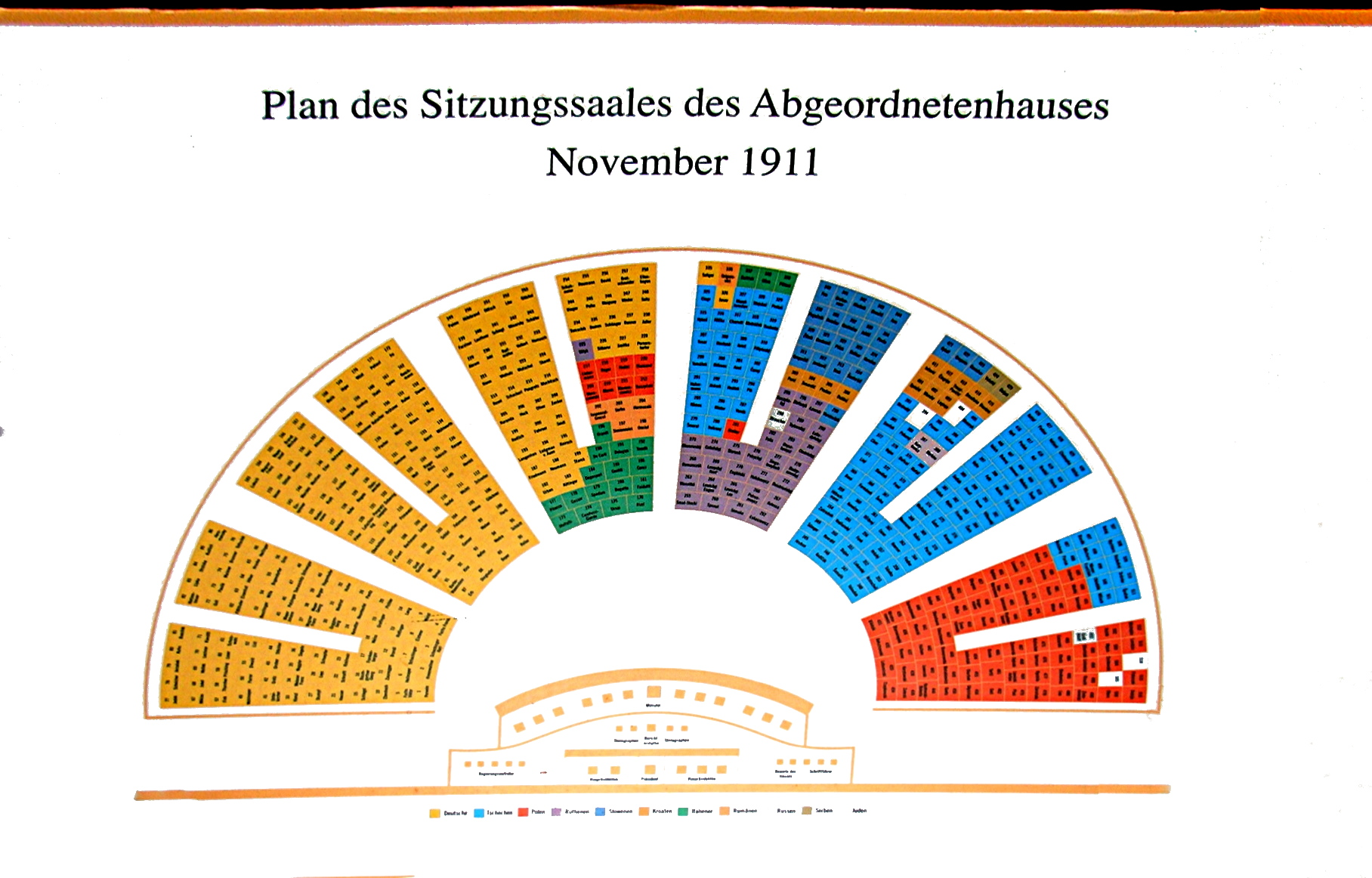
Sedes da Câmara dos Deputados do Conselho Imperial Austro-Húngaro. Situação após as eleições legislativas da Cisleitânia de novembro de 1911. Os assentos são marcados por nacionalidade.

Após a criação do Conselho Imperial pela Patente de Fevereiro, as eleições para a Câmara dos Deputados foram realizadas através de um sistema de "curiae". Nesse sistema, eram 343 deputados eleitos pelas dietas das terras da coroa. As próprias dietas foram eleitas por quatro cúrias. As cúrias eram essencialmente assembleias de certas classes sociais. Havia uma cúria para a classe proprietária de terras, uma cúria para as câmaras de comércio, uma cúria para as vilas e cidades e uma cúria para as comunidades rurais. Cada cúria elegeria um seleto número de deputados para as dietas, que por sua vez elegeriam deputados para o Conselho Imperial. Para fazer parte da cúria das cidades e da cúria das comunidades rurais, um homem tinha que pagar pelo menos dez florins de imposto. Este sistema foi rejeitado pela Hungria, tal como aconteceu com o Diploma de Outubro, e a Hungria nunca enviou quaisquer delegados ao Conselho. A patente de fevereiro foi suspensa em 1865.
Com o Compromisso Austro-Húngaro de 1867, a Hungria não enviaria mais deputados ao Conselho Imperial. Em vez disso, o Império foi reorganizado em duas partes iguais: Cisleitânia e Transleitânia. A Cisleitânia consistia na parte austríaca do Império, oficialmente "os Reinos e Terras representados no Conselho Imperial". A Transleitânia consistia no Reino da Hungria e no seu subordinado, o Reino da Croácia-Eslavónia. Em vez de uma dieta regional subordinada, a Hungria obteve o seu próprio parlamento e essencialmente atingiu o estatuto de "Estado soberano". O sistema de cúria, no entanto, permaneceu em vigor. Neste ponto, o Conselho tinha amplos poderes legislativos em todos os assuntos da Cisleitânia. A nomeação e destituição do governo da Cisleitânia e do Ministro-Presidente continuaram a ser direito do imperador. O número de deputados que cada dieta enviava ao Conselho Imperial era fixado pelo Compromisso. Foram 203 deputados no total: 
- 54 do Reino da Boêmia
- 5 do Reino da Dalmácia
- 38 do Reino da Galícia e Lodoméria,
- 18 do Arquiducado da Baixa Áustria
- 10 do Arquiducado da Alta Áustria
- 3 do Ducado de Salzburgo
- 13 do Ducado da Estíria
- 5 do Ducado da Caríntia
- 6 do Ducado de Carniola
- 5 do Ducado da Bucovina
- 22 do Margraviato da Morávia
- 6 do Ducado da Alta e Baixa Silésia
- 10 do Condado Principesco do Tirol
- 2 de Vorarlberg
- 2 do Margraviato da Ístria
- 2 do Condado Principesco de Gorizia e Gradisca
- 2 de Cidade Imperial Livre de Trieste

A próxima grande mudança no Conselho Imperial ocorreu em 1873. O número de deputados foi aumentado de 203 para 353. Os deputados não seriam mais eleitos pelas dietas das terras da coroa. Em vez disso, seriam eleitos directamente através do sistema de cúria para mandatos de seis anos. A cúria dos proprietários elegeu 85 deputados, a das câmaras de comércio 21, a das cidades 118 e a das comunidades rurais 128. No geral, apenas 6% da população do Império pôde votar nestas eleições. Os requisitos fiscais para entrada nas cúrias permaneceram os mesmos, mas foram reduzidos para cinco florins em 1883.
Em 10 de outubro de 1893, o ministro-presidente Eduard Taaffe, 11º Visconde Taaffe apresentou um projeto de lei na Câmara dos Deputados que pretendia abolir a quarta cúria e introduzir o sufrágio universal na terceira cúria para os homens abaixo do limite de cinco florins. Isso foi veementemente contestado e não foi aprovado em lei. Apesar disso, o número de deputados foi aumentado para 425 em 14 de junho de 1896 através de reformas do ministro-presidente conde Kasimir Felix Badeni. Foi acrescentada uma quinta cúria, que concedeu sufrágio universal a todos os homens com mais de Esta cúria elegeu 72 deputados, afastando o equilíbrio de poder da nobreza.

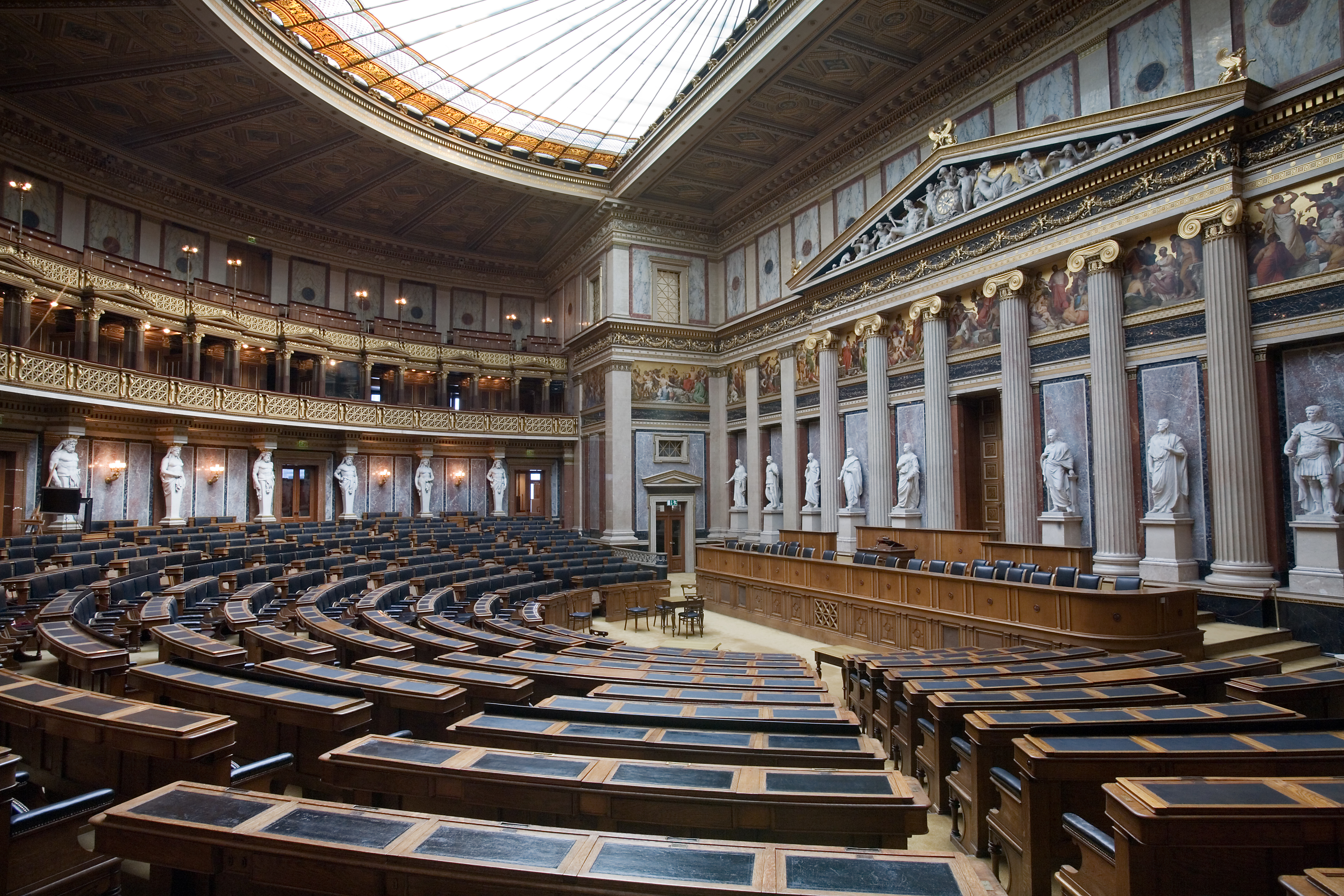
Câmara de Debates da Câmara dos Deputados

O ministro-presidente Paul Gautsch von Frankenthurn introduziu a reforma eleitoral final na história da Câmara dos Deputados em 1906, após manifestações em massa do ascendente Partido Social Democrata, e apesar da feroz oposição na Câmara dos Lordes. O sufrágio universal para os homens foi introduzido e o sistema de cúria foi abolido. O número de deputados foi elevado para 516, e as cadeiras foram distribuídas mais uma vez com base nas terras da coroa.
O sufrágio universal permitiu maior representação dos membros da classe trabalhadora e diminuiu o poder da burguesia de língua alemã. Embora isto tenha sido um avanço para a democracia, resultou na divisão da Câmara dos Deputados em numerosas facções baseadas na nacionalidade e na ideologia, o que a tornou disfuncional. Ao longo da sua existência, a eficácia do Conselho Imperial sofreu fortemente com os conflitos entre e dentro das numerosas nacionalidades constituintes do Império. Os governos da Cisleitânia tiveram de contar com alianças ad hoc frouxas, muitas vezes com o apoio dos representantes polacos (Polenklub), e houve até 29 ministros-presidentes entre 1867 e 1918.

## Dissolução
A partir da Crise de Julho de 1914, o Conselho Imperial foi suspenso. Permaneceu assim durante a Primeira Guerra Mundial, até que foi finalmente reunida novamente em maio de 1917. Foi definitivamente dissolvido em 12 de novembro de 1918, um dia após a abdicação de facto do imperador Carlos.